# Ceryx naclioides
Ceryx naclioides är en fjärilsart som beskrevs av George Francis Hampson 1914. Ceryx naclioides ingår i släktet Ceryx och familjen björnspinnare. Inga underarter finns listade i Catalogue of Life.